# Pedaliodes coca
Pedaliodes coca är en fjärilsart som beskrevs av Otto Staudinger 1894. Pedaliodes coca ingår i släktet Pedaliodes och familjen praktfjärilar. Inga underarter finns listade i Catalogue of Life.